# Ashley Carty
Ashley Carty (Rotherham, 17 de julio de 1995) es un jugador de snooker inglés.

## Biografía
Nació en la ciudad inglesa de Rotherham en 1995. Es jugador profesional de snooker desde 2018, aunque se cayó del circuito profesional y hubo de recuperar su plaza. No se ha proclamado campeón de ningún torneo de ranking, y su mayor logro hasta la fecha fue alcanzar los cuartos de final del Masters de Europa de 2023, en los que cayó derrotado (1-5) ante Judd Trump. Tampoco ha logrado hilar ninguna tacada máxima, y la más alta de su carrera está en 141.